# Biendorf (Meklemburgia-Pomorze Przednie)
Biendorf – gmina w Niemczech, w kraju związkowym Meklemburgia-Pomorze Przednie, w powiecie Rostock, wchodzi w skład Związku Gmin Neubukow-Salzhaff.
Części gminy (Ortsteil): Biendorf, Büttelkow, Gersdorf, Dorf Jörnstorf, Hof Jörnstorf, Körchow, Lehnenhof, Parchow, Sandhagen, Uhlenbrook, Westenbrügge i Wischuer,